# Nantes (píseň)

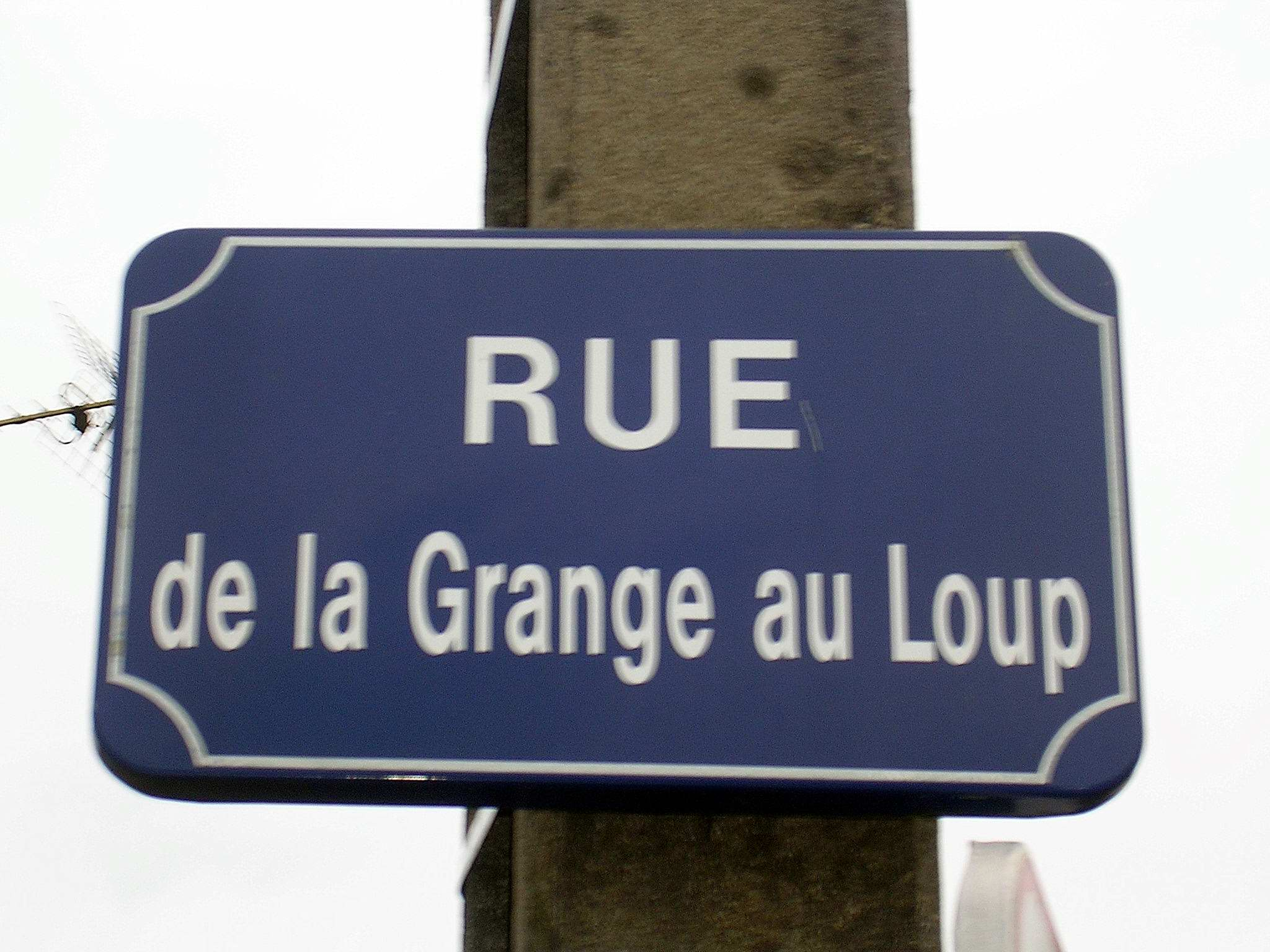
Rue de la Grange-au-Loup

Nantes je píseň nahraná roku 1963 a o rok později vydaná francouzskou šansoniérkou Barbarou. Autorem textu i hudby je sama interpretka.
Píseň byla vydána na albu Dis, quand reviendras-tu ?. Vypráví o smutku ze smrti jejího vlastního otce. V písní je zmíněné místo úmrtí jako Rue de la Grange-au-Loup to však neexistovalo a bylo vytvořeno až 22. března 1986 v přítomnosti Gérarda Depardieu nedaleko ulice Beaujoire, kde před smrtí žil její otec Jacques Serf.
Roku 2010 nazpívala tuto píseň s názvem Déšť tváře smáčí na svém albu Mlýnské kolo v srdci mém s českým textem Pavla Kopty šansoniérka Hana Hegerová.